# Tommaso Leone Marchesano
Tommaso Leone Marchesano (Palermo, 7 novembre 1893 – 22 settembre 1968) è stato un politico e avvocato italiano.

## Biografia
Laureato in giurisprudenza, avvocato. Nell'aprile 1947 fu eletto deputato all'Assemblea regionale siciliana nella lista del Partito Nazionale Monarchico, fino a quando nel marzo 1948 si dimise per candidarsi alla Camera dei deputati. Eletto nell'aprile 1948 per il PNM, fu vice capogruppo del suo partito. Nel luglio 1951 lasciò il PNM per fondare con Gianfranco Alliata di Montereale il Fronte d'Unità Monarchica, vicino alla DC . Rientrò nel Partito Nazionale Monarchico nel dicembre 1952. Nel 1953 non fu rieletto alla Camera.
Un procedimento penale fu aperto nei suoi confronti al tribunale di Palermo a seguito alla denuncia del deputato regionale del PCI Giuseppe Montalbano (presentata il 25 ottobre 1951) con l'accusa di essere tra i mandanti della strage di Portella della Ginestra con Gianfranco Alliata,  Giacomo Cusumano Geloso quali mandanti  e l’ispettore generale di Ps Ettore Messana, quale correo nell'organizzazione della strage stessa. Ma il PG concluse per l’archiviazione, divenuta definitiva 9 dicembre 1953 .
Morì all'età di 74 anni nel settembre del 1968.